# Estació d'esquí

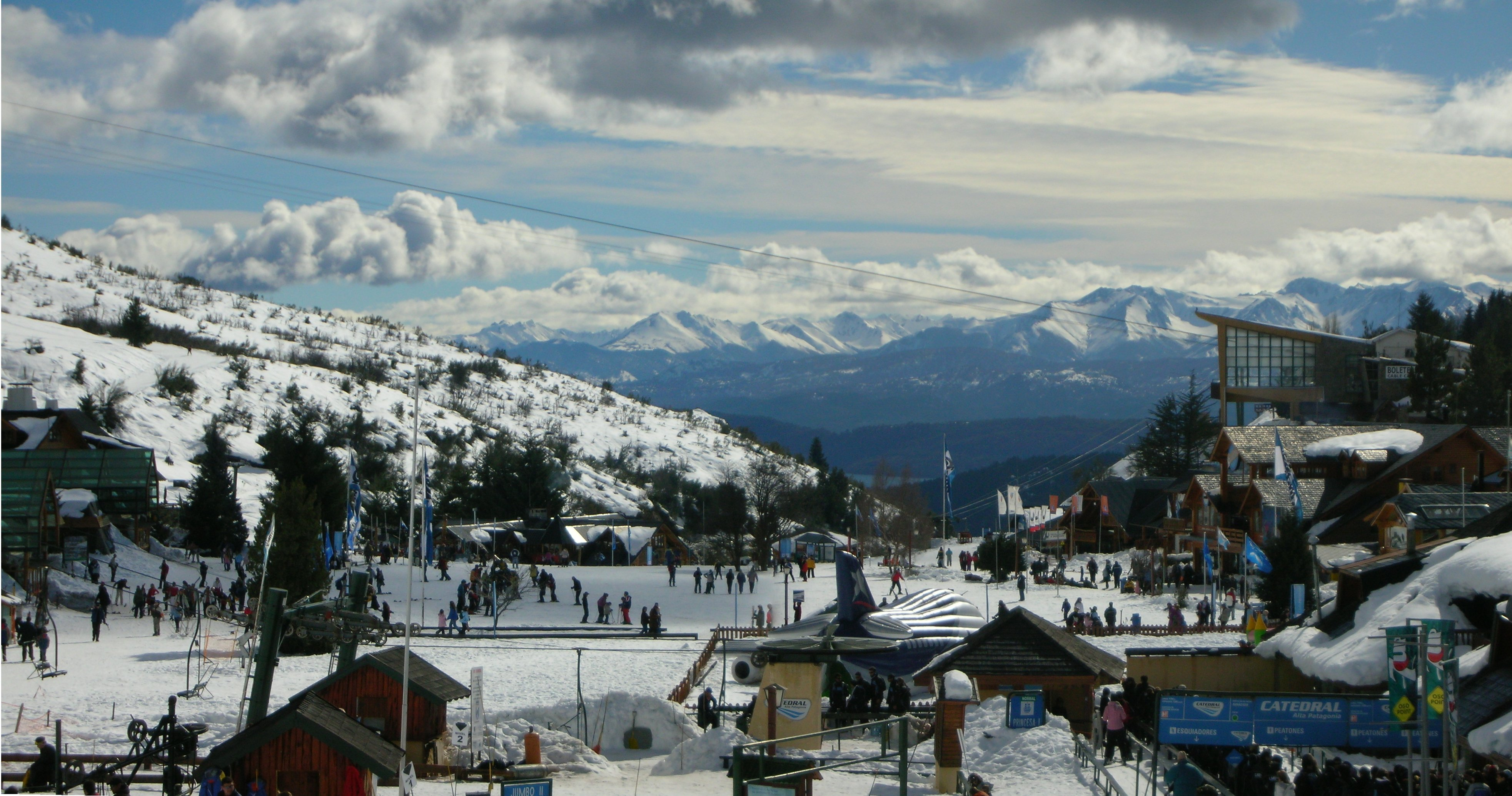
Estació d'esquí en San Carlos de Bariloche (Argentina)

Una estació d'esquí és un centre d'esports d'hivern especialment equipat per a la pràctica dels esports de neu.
On hi ha diverses pistes de les quals es pot baixar amb esquís i snowboard.

## Particularitats
Entre els esports de neu practicats a les estacions d'esquí cal esmentar l'esquí, el surf de neu (snowboard) i d'altres esports afins (skwal, monoesquí…).
N'hi ha dues grans menes: les (més o menys) naturals i les ja totalment artificials. Les primeres són les més habituals i basen la consecució del desnivell necessari per a la pràctica de l'esport en l'aprofitament del pendent d'alguna muntanya natural ja existent. Així mateix, en teoria, la neu hi prové de fonts (principalment) naturals, és a dir, del cel.
Per contra, les del segon grup, que se solen situar en entorns urbans, necessiten generar tota la seva neu de manera artificial, i és preservada mitjançant un ambient (tancat) artificialment fred que n'evita la fosa. Pel que fa al pendent, si bé també es prova d'aprofitar el relleu de turons existents per a la realització de l'obra, és sovint totalment artificial, cosa que fa de d'aquestes mena d'estacions, malgrat les seves molt reduïdes dimensions per comparació amb les naturals, uns edificis de mides immenses, anàlogues als hangars aeroportuaris o a les naus industrials més grans.

## Instal·lacions
A les estacions d'esquí alpí, els remuntadors permeten superar sense esforç el desnivell que posteriorment es baixarà.